# 湖北省
湖北省（こほくしょう、中国語: 湖北省、拼音: Húběi Shěng フーペイシァン、英語: Hubei Province）は、中華人民共和国中部地方に位置する省。揚子江中流域に位置し、洞庭湖以北にあるため、「湖北」と言う名称がつけられた。略称は鄂、楚、荊で、荊楚とも呼ばれる。省都は武漢市である。

## 地理
長江の中流にある省。洞庭湖の北側にある。総面積は18.59万平方キロメートルで、全国総面積の1.94%を占める。最東端は黄梅県、最西端は利川市、最南端は来鳳県、最北端は鄖西県である。省の範囲の座標は東経108°21′42″〜116°07′50″、北緯29°01′53″〜33°6′47″であり、北は河南省、陝西省、西は重慶市、東は安徽省、南は江西省、湖南省と接する。四川省、上海、北京、広州を結ぶ地点に存在する水陸交通の要所でもある。
地勢は西高東低で、長江が全省を貫流し、世界最大の水力発電ダムである三峡ダムが当省に位置する。山地、丘陵地帯と平野はそれぞれ省の総面積の56%、24%と20%を占める。東部に長江沿いの洪積平野である江漢平原があり、湖が散見され、稲作と漁業が盛んで、湖南省と合せて「両湖熟、天下足」と呼ばれる。西部の大巴山、神農架の神農頂（標高3105.4m）は華中最高峰である。とくに神農架は山が深く、野人が住む伝説が伝えられる。湖北省には0.1km²以上の湖が958個存在することから、「千湖の省」とも呼ばれる。

## 気候
湖北省は亜熱帯に位置し、西部の山地を除き、大部分は温暖湿潤気候Cfa気候に属する。無霜期間が230〜300日間と長く、降水量が多い。冬季は乾燥低湿、夏季は多雨高湿。特に武漢は夏の暑さで「中国三大ボイラー」として有名。大部地域の年間太陽放射総量は85〜114kcal/cm²、年間日照時間は1100〜2150時間。その地域分布は北東から南西へ逓減し、鄂北と鄂東北が2000〜2150時間となり、鄂西南は1100〜1400時間となる。その季節分布は夏場が多く、冬場が少なく、春と秋は地域によって異なる。省全体の年平均気温は15〜17℃。大部分の地域では冬は寒冷で夏は暑い。春は気温が変化しやすく、秋は気温が急激に低下する。1月の平均気温は2〜4℃。一方7月の平均気温は27〜29℃で、夏期の最高気温は40℃以上にのぼることがある。省内各地の平均降水量は800〜1600mm。降水地域の分布は南から北へ逓減し、鄂西南は1400〜1600mmと多く、鄂西北は800〜1000mmと少ない。降水量の分布は季節により著しく変化する。省全体の夏季の降水量は300〜700mm、冬季の降水量は30〜190mm。6月中旬から7月中旬にかけて雨が多く、湖北の梅雨期間となる。

## 歴史

### 先史時代
城背渓文化、大渓文化、屈家嶺文化など新石器文化の遺跡が発見される。

### 殷・周時代
殷代に殷の方国に属する。武漢市黄陂区の盤龍城遺跡には紀元前18世紀〜紀元前14世紀前期の殷・方国都邑が保存され、長江流域で発見された唯一の殷代都市遺跡として知られる。
周代に湖北省内に複数の小国が存在する。
春秋戦国時代に諸国は楚に統一される。

### 秦・漢時代
秦の始皇帝は天下を統一し、分封制を廃止し、郡県制を実施する。湖北省の大部分は南郡に属し、西北部、北部、西南部の一部は漢中、南陽、長沙、黔中と九江郡に属し、複数の県が置かれる。
前漢に荊州刺史部に属する。後漢には、南郡、南陽郡、江夏郡及び漢中郡、廬江郡等が置かれる。

### 魏晋南北朝時代
曹魏、蜀漢、孫呉は荊州を奪い合い、魏と呉は江夏郡、武昌郡、南郡、宜都郡、建平郡、武陵郡、長沙郡、襄陽郡、南陽郡、南郷郡、義陽郡、魏興郡、新城郡、上庸郡等を置く。
魏晋南北朝時代には各勢力の係争地になる。湖北省の大部分は荊州の江夏、襄陽、南郡、建平、宜都、義陽、南郷、南陽、上庸、新城及南平、長沙、天門、武陵、魏興等郡に属する。永嘉の乱が起こり、大量の漢人が南渡し、僑州、僑郡、僑県が置かれる。

### 隋・唐時代
隋代に全国が統一され、僑州、僑郡、僑県が一時廃止されるが、大業3年（607年）に復帰される。西北と東部の一隅以外の大部分は荊州に属し、南郡、夷陵、竟陵、沔陽、清江、襄陽、舂陵、漢江、安陸、永安、江夏等郡を管轄する。開皇9年（589年）に江夏郡は鄂州に改称され、江夏に郡の治所が置かれ、のちに鄂州が郡の治所になる。現在の湖北の略称「鄂」はこれに由来する。
唐初、全国は10の道に分けられ、のちに十五道に増設する。湖北省の西部は山南東道、東部は淮南道、東南部は江南西道、西南部は黔中道に属する。のちに、山南東道節度使、荊南節度使、武昌節度使が設けられ、各州を管轄する。

### 宋・元時代
宋代に湖北の中部に荊湖北路（「湖北」はそれに由来する）が設置され、鄂、復、峡、帰など州と江陵府、徳安府及び荊門軍、漢陽軍等がある。北部に京西南路が設置され、随、金、房、均、郢など州と襄陽府及び光化軍等がある。東部は揚子江を境に、揚子江以北は淮南西路に属し、蘄、黄の2州がある。以南は江西南路に属し、興国軍がある。西部の施州は夔州路に属する。西南部は羈縻州である。
元代に全国で3の中書省、11の行中書省が置かれる。湖北省の内部において、揚子江以南は湖広行省（江夏が省の治所）に属し、武昌路、興国路、漢陽府と帰州がある。揚子江以北は河南行省に属し、襄陽路、黄州路、蘄州路、中興路、峡州路と安陸府、沔陽府及び荊門州がある。西北部の一部は陝西行省に属する。西部の夔州路、羈縻州は四川行省に属する。

### 明・清時代
明初、湖北は湖広行省に属する。のちに全国は13の承宣布政使司に分けられる。湖広等処承宣布政使司（治所は江夏であり、現在の武漢市の武昌である）が置かれ、武昌府、漢陽府、黄州府、承天府、徳安府、荊州府、襄陽府、鄖陽府及び現在の湖南省を管轄する。
清初は明の制度を踏襲するが、康熙3年（1664年）に湖広省が洞庭湖を境に二分され、南部は湖南布政使司になり、北部は湖北布政使司になる。のちに湖北布政使司が湖北省に改称され、省都を武昌に置く。武昌、漢陽、黄州、安陸、徳安、荊州、襄陽、鄖陽等8府を管轄し、だいたい現代の行政区分になる。清末に武昌、漢陽、安陸、襄陽、鄖陽、徳安、黄州、荊州、宜昌、施南等10府と荊門直隷州、鶴峰直隷庁などとその下位の60県、6散州、1散庁を管轄する。

### 中華民国時代
1911年10月10日、武昌（現在の武漢市の一部）にて辛亥革命の端緒となる武昌蜂起発生。
1912年、府・州・庁が廃止され、行政区分が調整され、省の下位に道、県が設置される。
1927年、道が廃止、省-県の二層行政体制になる。
1932年、省と県の間に行政督査区が設置される。1949年、湖北省は1市（武昌市。漢口市は院轄市である）、8行政督察区、69県を管轄する。

## 経済
2017年の域内総生産（GDP）は36522.95億元（前年比7.8%増）で、全国第7位を占めている。うち、第一次産業は3759.69億元で、前年比3.6%増。第二次産業は16259.86億元で、前年比7.1%増。第三次産業は16503.40億元で、前年比9.5%増。第一、二、三次産業の構成比は10.3：44.5：45.2である。省都である武漢は華中地域全域の中心都市であり、経済的重要性から大幅な自主権をもつ副省級市に指定されている。

### 第一次産業
湖北省は長江の広大な沖積平野を利用した農業が盛んで、また多数の河川・湖沼による漁業も盛んである。特産物はレンコン、ダントウボウなどがある。2017年度の主な農産物の生産量は下表通り。
| 2017年度の主な農産物の生産量及び成長率 | 2017年度の主な農産物の生産量及び成長率 | 2017年度の主な農産物の生産量及び成長率 | 2017年度の主な農産物の生産量及び成長率 |
| 指標                                   | 計量単位                               | 2017年                                 | 前年比（%）                            |
| -------------------------------------- | -------------------------------------- | -------------------------------------- | -------------------------------------- |
| 食糧                                   | 万トン                                 | 2599.69                                | 1.8                                    |
| ワタ                                   | 万トン                                 | 18.17                                  | -3.6                                   |
| 採油植物                               | 万トン                                 | 340.65                                 | 3.3                                    |
| #落花生                                | 万トン                                 | 76.07                                  | 6.1                                    |
| 菜種                                   | 万トン                                 | 248.08                                 | 2.7                                    |
| 茶                                     | 万トン                                 | 31.4                                   | 6.1                                    |
| 園芸果実                               | 万トン                                 | 593.51                                 | -8.7                                   |
| 蔬菜                                   | 万トン                                 | 4133.92                                | 3.3                                    |

### 第二次産業
湖北省は中国の工業基地の1つで、武漢鋼鉄、東風汽車、中国船舶重工集団武昌造船所などの大規模な製造業会社および工場がある。
2017年の工業生産の総額は13874.21億元であり、年末時点の規模以上工業企業は16634社がある。
| 2017年度の主な工業製品の生産量及び成長率 | 2017年度の主な工業製品の生産量及び成長率 | 2017年度の主な工業製品の生産量及び成長率 | 2017年度の主な工業製品の生産量及び成長率 |
| 指標                                     | 計量単位                                 | 2017年                                   | 前年比（%）                              |
| ---------------------------------------- | ---------------------------------------- | ---------------------------------------- | ---------------------------------------- |
| 糸                                       | 万トン                                   | 340.2                                    | 17.3                                     |
| 布                                       | 億メートル                               | 74.0                                     | -1.1                                     |
| 化学繊維                                 | 万トン                                   | 27.6                                     | 7.0                                      |
| 紙巻きタバコ                             | 億本                                     | 1265.9                                   | 3.7                                      |
| 家庭用冷蔵庫                             | 万台                                     | 473.7                                    | 21.3                                     |
| 室内空気調和設備                         | 万台                                     | 1746.0                                   | 44.7                                     |
| 原油                                     | 万トン                                   | 55.5                                     | -4.5                                     |
| 発電量                                   | 億kWh                                    | 2549.0                                   | 5.3                                      |
| #水力発電                                | 億kWh                                    | 1459.2                                   | 6.2                                      |
| 粗鋼                                     | 万トン                                   | 2875.2                                   | 3.4                                      |
| 鋼材                                     | 万トン                                   | 3581.9                                   | 6.3                                      |
| 10種非鉄金属                             | 万トン                                   | 77.6                                     | 10.5                                     |
| #精錬銅                                  | 万トン                                   | 48.5                                     | 11.2                                     |
| コンクリート                             | 万トン                                   | 11107.0                                  | 0.7                                      |
| 硫酸                                     | 万トン                                   | 1132.5                                   | 1.4                                      |
| 炭酸ソーダ                               | 万トン                                   | 155.6                                    | -5.6                                     |
| 苛性ソーダ                               | 万トン                                   | 79.7                                     | 5.8                                      |
| 化学肥料（100%含量換算）                 | 万トン                                   | 855.0                                    | 0.8                                      |
| 発電設備                                 | 万kW                                     | 97.4                                     | 43.2                                     |
| 自動車                                   | 万台                                     | 266.9                                    | 9.9                                      |
| #セダン                                  | 万台                                     | 114.0                                    | 6.9                                      |
| 移動体通信携帯電話機                     | 万台                                     | 114.0                                    | 6.9                                      |

### 第三次産業
国内貿易
2017年度の社会消費品小売総額は17394.10億元で、前年比11.1%増。うち、規模以上企業の消費品小売額は8779.59億元で、前年比10.3%増。2017年、全省のインターネット通信販売額は1716.6億元に達し、前年比37.2%増、うち実物商品の通販額は1131.8億元で、前年比30.0%増。
国際貿易
2017年度、国際貿易輸出入総額は3134.3億元で、前年比20.6%増。うち、輸入額は1070.2億元で21.4%増、輸出額は2064.1億元で、20.2%増。全年度の外国資本の直接投資額は109.94億米ドルで8.5%増。

## 人口と民族構成
2017年末時点の常住人口は5902万人、うち都市人口は3499.89万人、農村人口は2402.11万人、都市化率は59.3%に上る。
| 年     | 常住人口 | 男性人口 | 女性人口 | 戸籍人口 | 男性人口 | 女性人口 |
| ------ | -------- | -------- | -------- | -------- | -------- | -------- |
| 1952年 | -        | -        | -        | 2745.0   | 1414.6   | 1330.4   |
| 1957年 | -        | -        | -        | 3062.4   | 1579.7   | 1482.7   |
| 1965年 | -        | -        | -        | 3504.5   | 1793.4   | 1711.2   |
| 1975年 | -        | -        | -        | 4408.2   | 2261.6   | 2146.5   |
| 1980年 | -        | -        | -        | 4684.5   | 2401.7   | 2282.7   |
| 1985年 | 4980.8   | 2565.8   | 2414.0   | 4931.0   | 2540.0   | 2391.0   |
| 1990年 | 5439.3   | 2805.5   | 2633.8   | 5373.5   | 2771.5   | 2602.0   |
| 1995年 | 5772.1   | 2959.6   | 2812.5   | 5727.1   | 2952.2   | 2775.0   |
| 2000年 | 5646.0   | 2939.3   | 2706.7   | 5936.0   | 3066.1   | 2869.9   |
| 2005年 | 5710.0   | 2960.2   | 2749.8   | 5984.1   | 3102.4   | 2881.7   |
| 2010年 | 5723.8   | 2939.3   | 2784.5   | 6176.0   | 3202.0   | 2974.0   |
| 2011年 | 5758.0   | 2956.1   | 2802.0   | 6164.1   | 3194.0   | 2970.1   |
| 2012年 | 5779.0   | 2963.9   | 2815.1   | 6165.4   | 3193.9   | 2971.4   |
| 2013年 | 5799.0   | 2972.0   | 2827.0   | 6170.6   | 3199.5   | 2971.1   |
| 2014年 | 5816.0   | 2980.3   | 2835.7   | 6162.3   | 3198.1   | 2964.2   |
| 2015年 | 5851.5   | 2984.5   | 2867.0   | 6138.9   | 3190.1   | 2948.8   |
| 2016年 | 5885.0   | 2997.2   | 2887.8   | 6156.8   | 3200.4   | 2956.3   |

湖北省は多民族が雑居する地域であり、2010年の第6回全国人口普査（国勢調査）統計では少数民族住民数は247万人で、全省総人口の4.5%を占める。1万人以上の少数民族はトゥチャ族（210万）、ミャオ族（17.8万）、回族（6.7万）、トン族（5.2万）、満州族（1.3万）、チワン族（1.2万）、モンゴル族（1万）と7個ある。省の西部にある少数民族の集住地に恩施トゥチャ族ミャオ族自治州と長陽トゥチャ族自治県、五峰トゥチャ族自治県が設置される。
| 湖北省の民族構成(2010年) | 湖北省の民族構成(2010年) | 湖北省の民族構成(2010年) | 湖北省の民族構成(2010年) | 湖北省の民族構成(2010年) |
| ------------------------ | ------------------------ | ------------------------ | ------------------------ | ------------------------ |
|                          |                          |                          |                          |                          |
| 漢民族                   | 漢民族                   |                          | 95.50%                   | 95.50%                   |
| トゥチャ族               | トゥチャ族               |                          | 3.83%                    | 3.83%                    |
| ミャオ族                 | ミャオ族                 |                          | 0.32%                    | 0.32%                    |
| 回族                     | 回族                     |                          | 0.12%                    | 0.12%                    |
| トン族                   | トン族                   |                          | 0.09%                    | 0.09%                    |
| 満州族                   | 満州族                   |                          | 0.02%                    | 0.02%                    |
| チワン族                 | チワン族                 |                          | 0.02%                    | 0.02%                    |
| モンゴル族               | モンゴル族               |                          | 0.02%                    | 0.02%                    |
| その他                   | その他                   |                          | 0.08%                    | 0.08%                    |

## 行政区画
湖北省は2015年12月現在、12地級市、1自治州を設置し、下位行政単位である38市轄区、24県級市（うち3省直管市）、38県、2自治県、1林区を管轄する。詳細は下部データボックスを参照。
| №                    | 名称                         | 中国語表記           | 拼音                           | 面積 (Km2)       | 人口 (2020年)    | 域内総生産(億人民元、2016年) | 政府所在地       |
| 湖北省の行政区画     | 湖北省の行政区画             | 湖北省の行政区画     | 湖北省の行政区画               | 湖北省の行政区画 | 湖北省の行政区画 | 湖北省の行政区画             | 湖北省の行政区画 |
| -------------------- | ---------------------------- | -------------------- | ------------------------------ | ---------------- | ---------------- | ---------------------------- | ---------------- |
|                      |                              |                      |                                |                  |                  |                              |                  |
| — 副省級市 —         |                              |                      |                                |                  |                  |                              |                  |
| 1                    | 武漢市                       | 武汉市               | Wǔhàn Shì                      | 8549.09          | 12,447,718       | 11912.61                     | 江岸区           |
| — 地級市 —           |                              |                      |                                |                  |                  |                              |                  |
| 2                    | 鄂州市                       | 鄂州市               | Èzhōu Shì                      | 1593.54          | 1,079,353        | 797.82                       | 鄂城区           |
| 3                    | 黄岡市                       | 黄冈市               | Huánggāng Shì                  | 17446.63         | 5,882,719        | 1726.17                      | 黄州区           |
| 4                    | 黄石市                       | 黄石市               | Huángshí Shì                   | 4582.85          | 2,469,079        | 1305.55                      | 下陸区           |
| 5                    | 荊門市                       | 荊门市               | Jīngmén Shì                    | 12192.57         | 2,596,927        | 1521.00                      | 東宝区           |
| 6                    | 荊州市                       | 荊州市               | Jīngzhōu Shì                   | 14068.68         | 5,231,180        | 1726.75                      | 沙市区           |
| 7                    | 十堰市                       | 十堰市               | Shíyàn Shì                     | 23674.41         | 3,209,004        | 1429.15                      | 茅箭区           |
| 8                    | 随州市                       | 随州市               | Suízhōu Shì                    | 9614.94          | 2,047,923        | 852.18                       | 曽都区           |
| 9                    | 襄陽市                       | 襄阳市               | Xiāngyáng Shì                  | 19724.41         | 5,260,951        | 3694.51                      | 襄城区           |
| 10                   | 咸寧市                       | 咸宁市               | Xiánníng Shì                   | 9749.84          | 2,658,316        | 1107.93                      | 咸安区           |
| 11                   | 孝感市                       | 孝感市               | Xiàogǎn Shì                    | 8922.72          | 4,270,371        | 1576.69                      | 孝南区           |
| 12                   | 宜昌市                       | 宜昌市               | Yíchāng Shì                    | 21227.00         | 3,762,407        | 3709.36                      | 西陵区           |
| — 自治州 —           |                              |                      |                                |                  |                  |                              |                  |
| 13                   | 恩施トゥチャ族ミャオ族自治州 | 恩施土家族苗族自治州 | Ēnshī Tǔjiāzú Miáozú Zìzhìzhōu | 24061.25         | 3,456,136        | 735.70                       | 恩施市           |
| — 省直轄県級行政区 — |                              |                      |                                |                  |                  |                              |                  |
| 14                   | 天門市                       | 天门市               | Tiānmén Shì                    | 2622.00          | 1,158,640        | 471.27                       | 竟陵街道         |
| 15                   | 潜江市                       | 潜江市               | Qiánjiāng Shì                  | 2004.00          | 886,547          | 602.19                       | 園林街道         |
| 16                   | 仙桃市                       | 仙桃市               | Xiāntáo Shì                    | 2538.00          | 1,268,715        | 647.55                       | 沙嘴街道         |
| 17                   | 神農架林区                   | 神农架林区           | Shénnóngjià Línqū              | 3253.00          | 66,571           | 23.06                        | 松柏鎮           |

## 教育
湖北省は、古来教育を重要視し、多くの人材が輩出する事から、「惟楚有材」と評価される。2017年時点、全省において幼稚園は7825園あり、在籍園児数は176.04万人である。小学校は5378校あり、在籍学生数は354.57万人で、適齢子供の入学率は100%である。中学校は2041校あり、在籍学生数は148.71万人で、適齢人口の入学率は100%である。高等学校は532校あり、在籍学生数は81.94万人である。
中等専門学校は289校あり、在籍学生数は37.12万人である。技術専門学校は146校あり、在籍学生数は7.79万人である。

### 高等教育
2017年時点、全省には高等教育機構が128校あり、うち大学・短期大学は68校（独立学院17校含む）あり、高等専門学校は60校ある。継続教育機構は14校ある。大学の在籍学生数は140.09万人であり、在籍大学院生は13.56万人で、うち修士課程在学の学生数は11.04万人であり、博士課程在学は2.52万人である。主な大学は下記を参考する。

#### 国立大学(8)

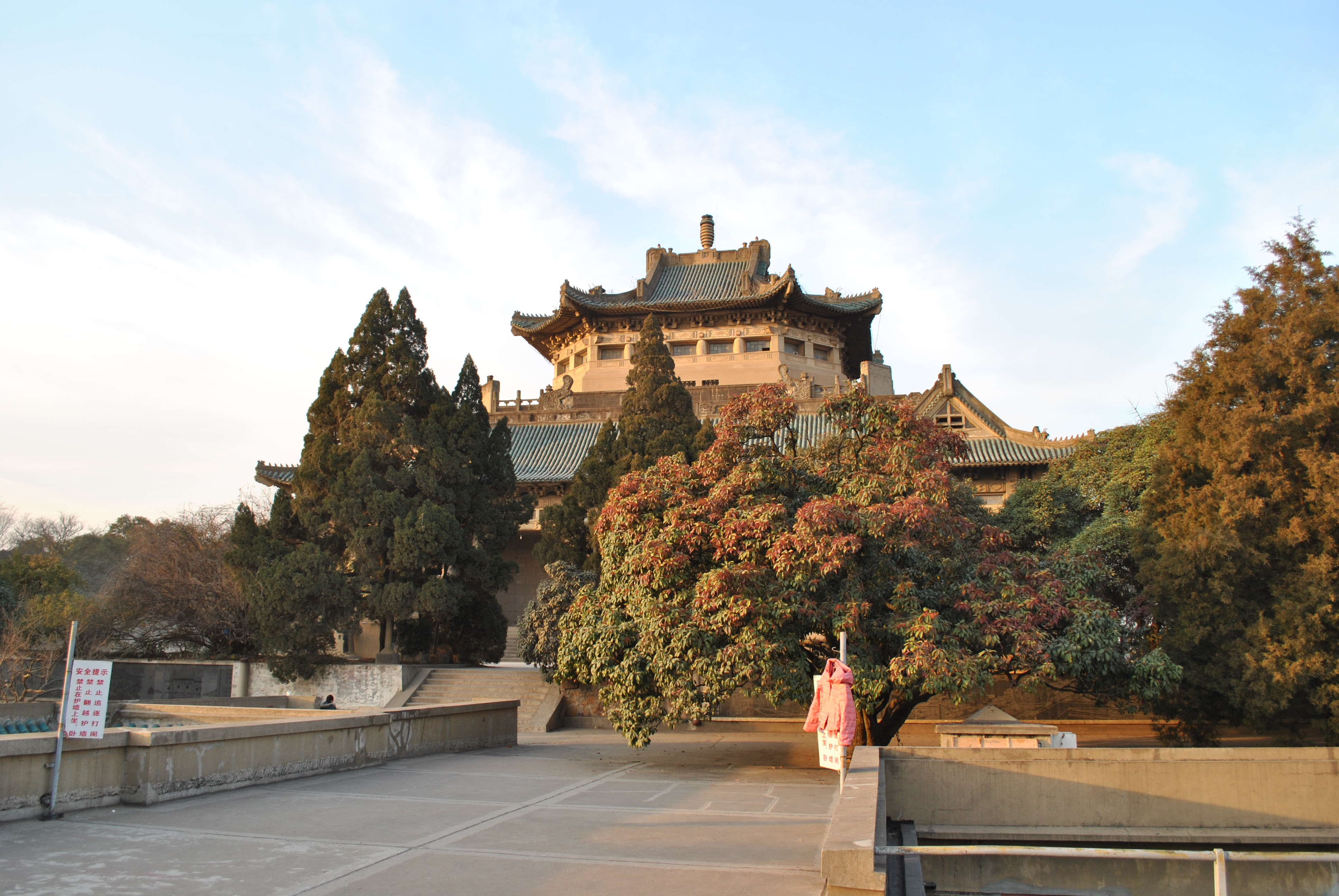
武漢大学
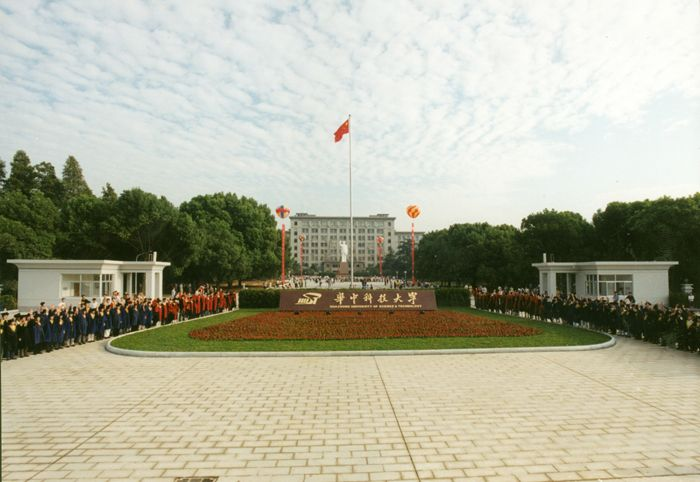
華中科技大学
- 華中師範大学
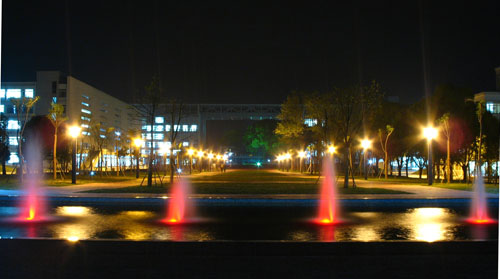
武漢理工大学
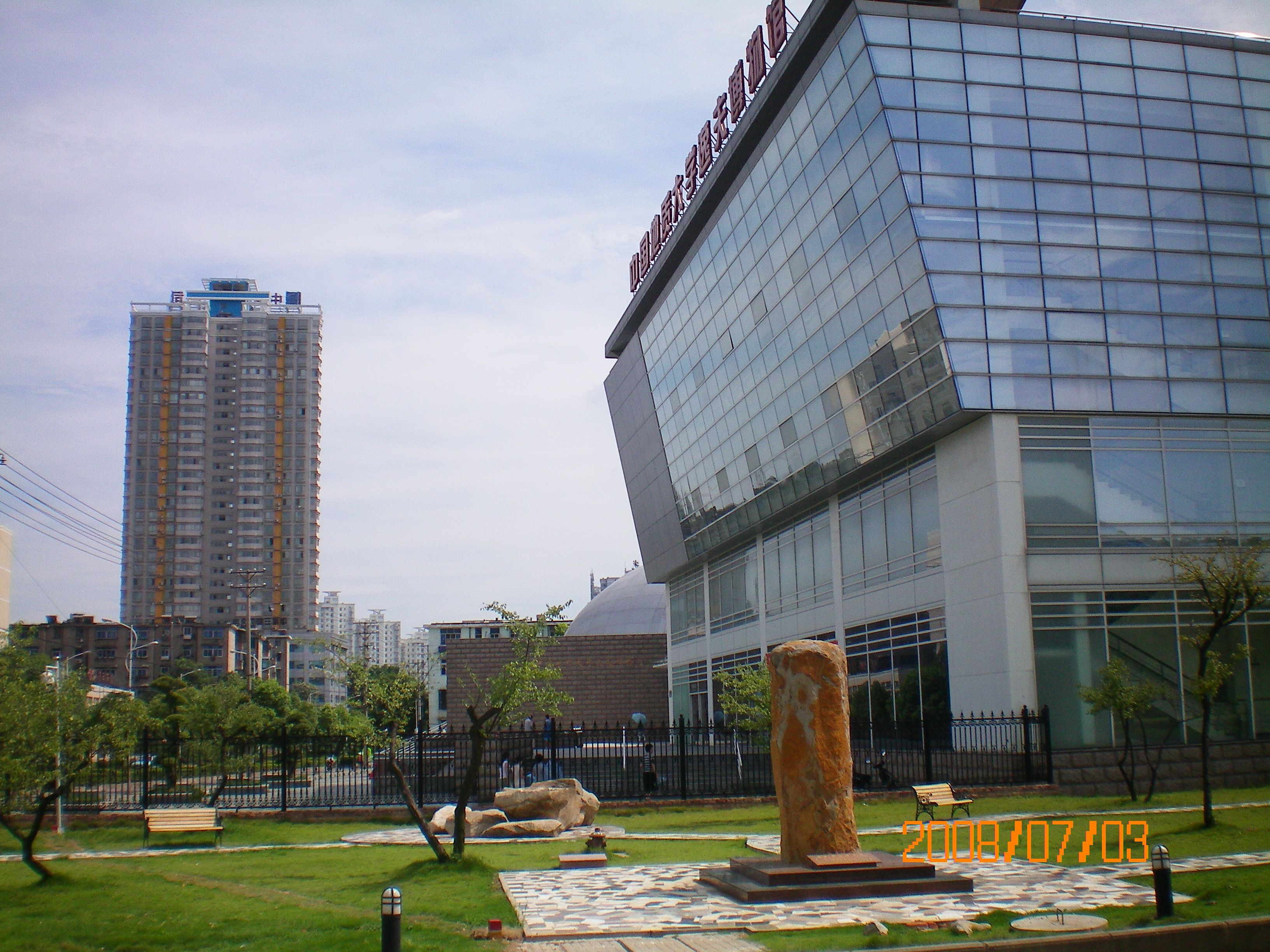
中国地質大学 (武漢)
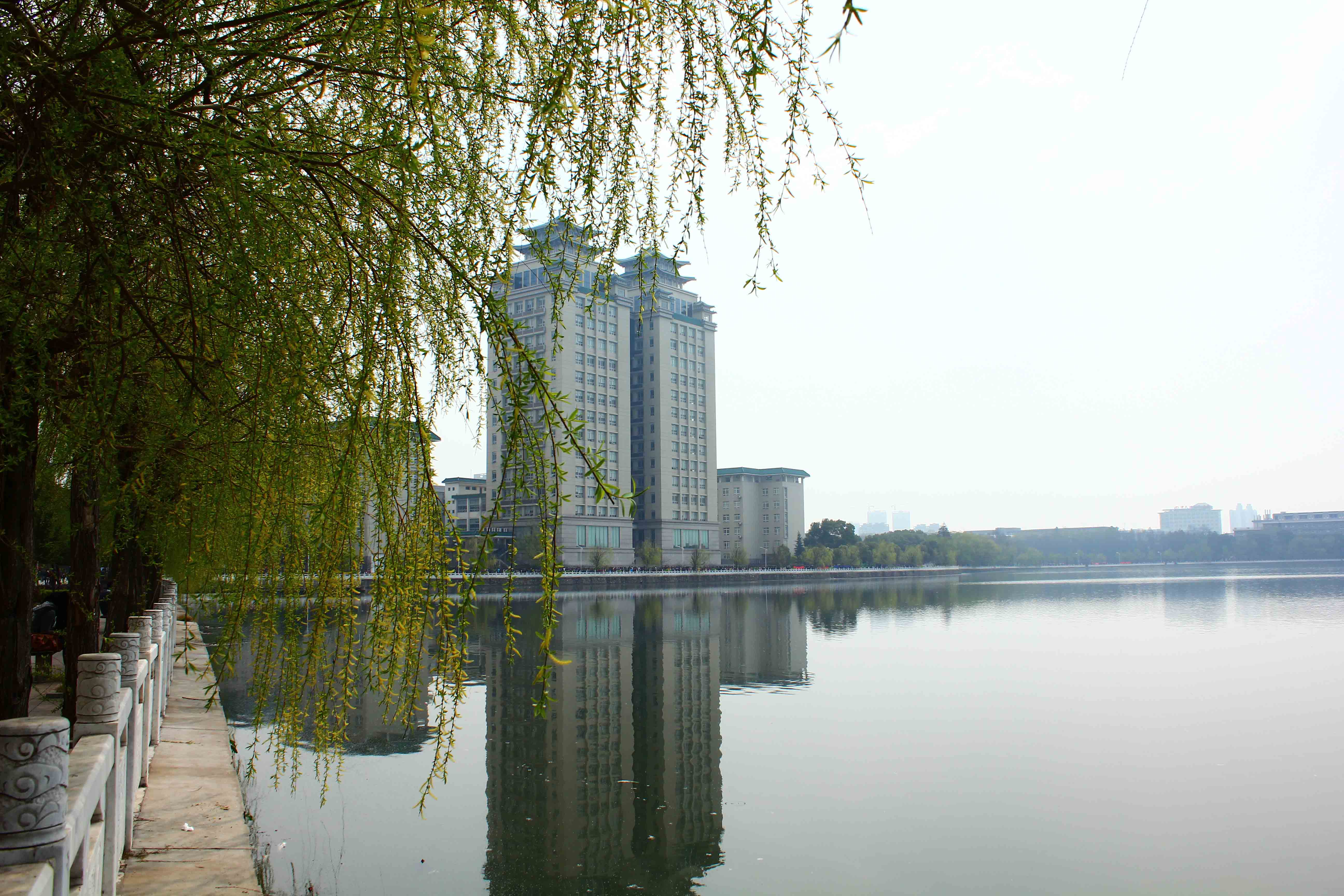
中南財経政法大学
- 華中農業大学
- 中南民族大学(国家民族委員会所属)

- 武漢大学
- 華中科技大学
- 武漢理工大学
- 中国地質大学
- 中南民族大学

#### 省立・市立大学(28)
- 湖北大学
- 武漢科技大学
- 三峡大学
- 長江大学
- 湖北工業大学
- 武漢工程大学
- 武漢紡織大学
- 湖北中医薬大学
- 武漢軽工大学
- 湖北師範大学
- 湖北汽車工業学院
- 湖北民族学院
- 湖北医薬学院
- 湖北経済学院
- 湖北美術学院
- 武漢音楽学院
- 湖北文理学院
- 湖北工程学院
- 湖北科技学院
- 黄岡師範学院
- 湖北理工学院
- 湖北第二師範学院
- 荊楚理工学院
- 漢江師範学院
- 湖北警官学院（湖北省公安庁所属）
- 武漢体育学院（湖北省体育局所属）
- 江漢大学（武漢市立）
- 武漢商学院（武漢市立）

#### 私立大学(15)
- 武漢生物工程学院
- 武漢東湖学院
- 漢口学院
- 武漢工商学院
- 武昌理工学院
- 武昌工学院
- 文華学院
- 武漢工程科技学院
- 武昌首義学院
- 武漢学院
- 武漢設計工程学院
- 湖北商貿学院
- 武漢華夏理工学院
- 武漢伝媒学院
- 武漢晴川学院

## 観光
- 武当山（世界文化遺産705[8]、十堰市）
- 明顕陵（世界文化遺産1004-001[9]、鍾祥市）
- 神農架（世界自然遺産1509[10]、神農架林区）
- 唐崖土司城遺跡（世界文化遺産1474-002[11]、恩施トゥチャ族ミャオ族自治州咸豊県）
- 長江三峡（宜昌市）
- 赤壁（赤壁市）
- 黄鶴楼（武漢市）
- 隆中（襄陽市）

## 国際友好自治体
2017年12月現在、湖北省は世界各国の25の自治体と友好関係締結を結んでいる。
| 湖北省の友好自治体一覧 | 湖北省の友好自治体一覧 | 湖北省の友好自治体一覧           | 湖北省の友好自治体一覧 |
| №                      | 国                     | 自治体名                         | 提携日                 |
| ---------------------- | ---------------------- | -------------------------------- | ---------------------- |
| 1                      | アメリカ合衆国         | オハイオ州                       | 1979年10月31日         |
| 2                      | アメリカ合衆国         | アラバマ州                       | 1985年10月7日          |
| 3                      | ルーマニア             | ガラツィ県                       | 1987年5月27日          |
| 4                      | カメルーン             | 南部州                           | 1993年10月30日         |
| 5                      | ベラルーシ             | ブレスト州                       | 1994年2月26日          |
| 6                      | ウクライナ             | キーウ州                         | 1994年3月9日           |
| 7                      | フランス               | ヌーヴェル＝アキテーヌ地域圏     | 1996年5月9日           |
| 8                      | キルギス               | チュイ州                         | 1997年1月23日          |
| 9                      | フランス               | ロレーヌ地域圏                   | 1998年2月4日           |
| 10                     | ブラジル               | リオグランデ・ド・スル州         | 2001年12月6日          |
| 11                     | ロシア                 | サラトフ州                       | 2002年12月4日          |
| 12                     | フィリピン             | レイテ州                         | 2004年2月20日          |
| 13                     | オランダ               | ヘルダーラント州                 | 2006年4月24日          |
| 14                     | ノルウェー             | テレマルク県                     | 2006年5月18日          |
| 15                     | ドイツ                 | ザクセン州                       | 2007年6月29日          |
| 16                     | エクアドル             | エル・オロ県                     | 2007年11月8日          |
| 17                     | モザンビーク           | ガザ州                           | 2008年10月20日         |
| 18                     | ポーランド             | クヤヴィ＝ポモージェ県           | 2011年6月7日           |
| 19                     | スウェーデン           | ダーラナ県                       | 2011年9月7日           |
| 20                     | ベルギー               | ワロン地域                       | 2012年6月14日          |
| 21                     | イタリア               | カンパニア州                     | 2013年10月29日         |
| 22                     | イラン                 | 東アーザルバーイジャーン州       | 2014年7月8日           |
| 23                     | ハンガリー             | ジェール・モション・ショプロン県 | 2014年10月28日         |
| 24                     | 韓国                   | 忠清北道                         | 2014年11月7日          |
| 25                     | イギリス               | 北アイルランド地域               | 2017年12月3日          |